# Koumsaga
Koumsaga är en ort i Burkina Faso.   Den ligger i provinsen Bazega Province och regionen Centre-Sud, i den centrala delen av landet, 40 km söder om huvudstaden Ouagadougou. Koumsaga ligger 330 meter över havet och antalet invånare är 1 385.
Terrängen runt Koumsaga är platt, och sluttar norrut. Närmaste större samhälle är Tuili, 18,6 km öster om Koumsaga.
Omgivningarna runt Koumsaga är en mosaik av jordbruksmark och naturlig växtlighet. Runt Koumsaga är det ganska tätbefolkat, med 72 invånare per kvadratkilometer.